# Vangers
Vangers (Вангеры) est un jeu vidéo de course et de rôle développé par K-D Lab et édité par Buka Entertainment, sorti en 1998 sur Windows, Mac et Linux.